# Maicon Siqueira
Pour les articles homonymes, voir Siqueira.
Maicon de Andrade Siqueira , né le 9 janvier 1993 à Ribeirão das Neves dans l'état du Minas Gerais est un taekwondoïste brésilien.
Il représente le pays hôte lors des Jeux olympiques de 2016 à Rio de Janeiro dans la catégorie des poids lourds où il décroche une médaille de bronze après avoir perdu en quarts contre Abdoul Issoufou.

## Carrière
Après avoir commencé ce sport dans un projet social à Ribeirão das Neves et combiné le taekwondo avec un travail d'assistant maçon et de serveur pour aider à la maison, Maicon n'a commencé à se consacrer exclusivement au combat qu'en 2013, lorsqu'il a déménagé à São Caetano do Sul.
Aux Universiade d'été de 2015, Maicon a obtenu une médaille de bronze dans la catégorie des +87 kg.
En raison d'un différend entre la Confédération brésilienne de taekwondo (CBTKD) et l'équipe Two Brother, elle a fini par être exclue de l'équipe qui se rendrait aux Jeux panaméricains de 2015 à Toronto, au Canada.
Aux Jeux olympiques de Rio 2016, il remporte son premier combat contre l'Américain Stephen Lambdin, en quarts de finale perdu face à l'athlète nigérien Abdoul Razak Issoufou. Lorsque les Nigériens se sont qualifiés pour la finale, Andrade a pu disputer le repêchage. Après avoir battu le Français M’Bar N’Diaye, il a concouru pour le bronze contre le Britannique Mahama Cho, et s’est imposé d’un point après des coups à la fin. Maicon a fini par remporter la médaille de bronze, étant le premier taekwondiste brésilien à remporter une médaille olympique et la deuxième réalisation du Brésil dans ce sport après que Natália Falavigna a remporté le bronze à Pékin 2008.
Aux Championnats du monde de taekwondo 2017, Maicon a failli remporter une médaille, atteignant les quarts de finale mais étant éliminé par Abdoul Razak Issoufou.
Aux Universiade d'été de 2017, Maicon a atteint la finale, mais n'a pas pu concourir en raison d'une contracture musculaire dans le bas du dos, remportant l'argent.
Aux Jeux sud-américains de 2018, il a remporté une médaille d'or dans la modalité des +80 kg.
Aux Championnats panaméricains de taekwondo 2018 organisés à Spokane, aux États-Unis, Maicon a remporté une médaille de bronze,.
Aux Championnats du monde de taekwondo 2019, Maicon a réalisé le meilleur résultat de sa carrière aux championnats du monde en obtenant la médaille de bronze.
Aux Jeux panaméricains de 2019, après avoir battu l'Équatorien Jesus Perea dans le match pour la troisième place, il a remporté le bronze dans la catégorie des plus de 80 kg.
Aux Championnats panaméricains de taekwondo 2022 organisés à Punta Cana, Maicon a obtenu sa deuxième médaille de bronze aux Taekwondo Pans.
Aux Championnats du monde de taekwondo 2022, Maicon a failli obtenir sa deuxième médaille mondiale, mais a été éliminé en quarts de finale.
Aux Championnats du monde de taekwondo 2023, Maicon, deuxième meilleur du classement mondial, a fait ses débuts contre l'Argentin Agustin Alves, le Brésilien s'imposant en deux tours, avec 3/1 et 6/5. Ensuite, le médaillé olympique affrontait le Britannique Caden Cunnigham et s'inclinait 2-1 (2/0, 0/2 et 1/1).
Aux Jeux panaméricains de 2023, l'équipe masculine, composée de Maicon Andrade, Edival Pontes et Paulo Melo, a remporté une médaille d'or sans précédent pour le pays, après un retour en force face à Cuba en demi-finale, avec un triomphe 76-60, et une victoire écrasante contre le Chili 48 à 16, où l'équipe brésilienne a impressionné devant les supporters bruyants qui fréquentaient le Centro de Deportes de Contacto.

## Jeux olympiques
- Médaille de bronze en plus de 80 kg des Jeux olympiques de 2016 à Rio de Janeiro (Brésil)